# Temporada 1992-93 de los Atlanta Hawks
La temporada 1992-93 fue la vigesimoquinta de los Atlanta Hawks en la NBA en su ubicación de Atlanta, la cuadragésimo cuarta en la liga y la cuadragésimo séptima desde su fundación. La temporada regular acabó con 43 victorias y 39 derrotas, ocupando el séptimo puesto de la Conferencia Este, clasificándose para los playoffs, en los que cayeron en primera ronda ante los Chicago Bulls.

## Elecciones en elDraft
| Ronda | Puesto | Jugador       | Posición  | Nacionalidad   | Universidad |
| ----- | ------ | ------------- | --------- | -------------- | ----------- |
| 1     | 10     | Adam Keefe    | Ala-Pívot | Estados Unidos | Stanford    |
| 2     | 38     | Elmer Bennett | Base      | Estados Unidos | Notre Dame  |

## Temporada regular
| División Central      | División Central | División Central | División Central | División Central | División Central | División Central | División Central | División Central |
| Equipo                | G                | P                | %                | PD               | Casa             | Fuera            | Div              |                  |
| --------------------- | ---------------- | ---------------- | ---------------- | ---------------- | ---------------- | ---------------- | ---------------- | ---------------- |
| y-Chicago Bulls       | 57               | 25               | .695             | —                | 31–10            | 26–15            | 19–9             |                  |
| x-Cleveland Cavaliers | 54               | 28               | .659             | 3                | 35–6             | 19–22            | 22–6             |                  |
| x-Charlotte Hornets   | 44               | 38               | .537             | 13               | 22–19            | 22–19            | 12–16            |                  |
| x-Atlanta Hawks       | 43               | 39               | .524             | 14               | 25–16            | 18–23            | 12–16            |                  |
| x-Indiana Pacers      | 41               | 41               | .500             | 16               | 27–14            | 14–27            | 11–17            |                  |
| Detroit Pistons       | 40               | 42               | .488             | 17               | 28–13            | 12–29            | 12–16            |                  |
| Milwaukee Bucks       | 28               | 54               | .341             | 29               | 18–23            | 10–31            | 10–18            |                  |

## Playoffs

### Primera ronda
Chicago Bulls  vs. Atlanta Hawks
| Fecha       | Partido                              | Ciudad  |
| ----------- | ------------------------------------ | ------- |
| 30 de abril | Chicago Bulls 114, Atlanta Hawks 90  | Chicago |
| 2 de mayo   | Chicago Bulls 117, Atlanta Hawks 102 | Chicago |
| 4 de mayo   | Atlanta Hawks 88, Chicago Bulls 98   | Atlanta |
|             | Chicago Bulls gana las series 3-0    |         |

## Estadísticas

### Temporada regular
| Rk | Jugador           | Edad | P  | PT | MP   | TC   | TCI  | %TC  | T3  | T3I | %T3  | TL  | TLI | %TL  | RO  | RD  | RT   | AS  | RB  | TAP | BP  | FP  | PTS  |
| -- | ----------------- | ---- | -- | -- | ---- | ---- | ---- | ---- | --- | --- | ---- | --- | --- | ---- | --- | --- | ---- | --- | --- | --- | --- | --- | ---- |
| 1  | Dominique Wilkins | 33   | 71 | 70 | 37.3 | 10.4 | 22.3 | .468 | 1.7 | 4.5 | .380 | 7.3 | 8.8 | .828 | 2.6 | 4.2 | 6.8  | 3.2 | 1.0 | 0.4 | 2.6 | 1.6 | 29.9 |
| 2  | Kevin Willis      | 30   | 80 | 80 | 36.0 | 7.7  | 15.2 | .506 | 0.1 | 0.4 | .241 | 2.5 | 3.8 | .653 | 4.2 | 8.7 | 12.9 | 2.1 | 0.9 | 0.5 | 2.7 | 3.3 | 17.9 |
| 3  | Mookie Blaylock   | 25   | 80 | 78 | 35.3 | 5.2  | 12.1 | .429 | 1.5 | 3.9 | .375 | 1.5 | 2.1 | .728 | 1.1 | 2.4 | 3.5  | 8.4 | 2.5 | 0.3 | 2.3 | 2.0 | 13.4 |
| 4  | Stacey Augmon     | 24   | 73 | 66 | 28.9 | 5.4  | 10.8 | .501 | 0.0 | 0.1 | .000 | 3.1 | 4.2 | .739 | 1.9 | 2.0 | 3.9  | 2.3 | 1.2 | 0.2 | 2.2 | 1.9 | 14.0 |
| 5  | Jon Koncak        | 29   | 78 | 65 | 25.3 | 1.6  | 3.4  | .464 | 0.0 | 0.1 | .375 | 0.3 | 0.6 | .480 | 1.3 | 4.2 | 5.5  | 1.8 | 1.0 | 1.3 | 0.7 | 3.4 | 3.5  |
| 6  | Duane Ferrell     | 27   | 82 | 15 | 21.2 | 4.0  | 8.5  | .470 | 0.1 | 0.4 | .250 | 2.1 | 2.8 | .779 | 1.2 | 1.1 | 2.3  | 1.6 | 0.7 | 0.2 | 1.3 | 2.0 | 10.2 |
| 7  | Paul Graham       | 25   | 80 | 11 | 18.9 | 3.2  | 7.0  | .457 | 0.5 | 1.8 | .298 | 1.2 | 1.6 | .733 | 0.8 | 1.6 | 2.4  | 2.1 | 1.1 | 0.1 | 1.5 | 2.3 | 8.1  |
| 8  | Adam Keefe        | 22   | 82 | 6  | 18.9 | 2.3  | 4.6  | .500 | 0.0 | 0.0 | .000 | 2.0 | 2.9 | .700 | 2.1 | 3.2 | 5.3  | 1.0 | 0.7 | 0.2 | 1.2 | 2.4 | 6.6  |
| 9  | Travis Mays       | 24   | 49 | 9  | 16.1 | 2.6  | 6.3  | .417 | 0.6 | 1.7 | .345 | 1.1 | 1.7 | .659 | 0.4 | 0.7 | 1.1  | 1.5 | 0.4 | 0.1 | 1.0 | 1.2 | 7.0  |
| 10 | Morlon Wiley      | 26   | 25 | 2  | 14.2 | 1.0  | 3.2  | .321 | 0.6 | 2.0 | .294 | 0.2 | 0.3 | .625 | 0.4 | 1.0 | 1.4  | 3.2 | 1.0 | 0.1 | 1.2 | 2.0 | 2.9  |
| 11 | Steve Henson      | 24   | 53 | 2  | 13.6 | 1.3  | 3.4  | .390 | 0.7 | 1.5 | .463 | 0.6 | 0.8 | .850 | 0.2 | 0.8 | 1.0  | 2.9 | 0.6 | 0.0 | 1.0 | 1.6 | 4.0  |
| 12 | Jeff Sanders      | 27   | 9  | 0  | 13.3 | 1.1  | 2.8  | .400 | 0.0 | 0.0 |      | 0.4 | 0.9 | .500 | 1.3 | 1.9 | 3.2  | 0.7 | 0.9 | 0.1 | 1.2 | 1.8 | 2.7  |
| 13 | Blair Rasmussen   | 30   | 22 | 6  | 12.9 | 1.4  | 3.6  | .375 | 0.1 | 0.3 | .333 | 0.4 | 0.6 | .692 | 0.9 | 1.6 | 2.5  | 0.2 | 0.2 | 0.5 | 0.5 | 2.8 | 3.2  |
| 14 | Randy Breuer      | 32   | 12 | 0  | 8.9  | 1.3  | 2.6  | .484 | 0.0 | 0.0 |      | 0.2 | 0.4 | .400 | 0.8 | 1.5 | 2.3  | 0.5 | 0.2 | 0.3 | 0.4 | 1.0 | 2.7  |
| 15 | Greg Foster       | 24   | 33 | 0  | 6.2  | 1.3  | 2.9  | .463 | 0.0 | 0.1 | .000 | 0.4 | 0.5 | .722 | 0.7 | 1.0 | 1.7  | 0.3 | 0.1 | 0.3 | 0.5 | 1.2 | 3.1  |
| 16 | Andre Spencer     | 28   | 3  | 0  | 5.0  | 0.0  | 1.0  | .000 | 0.0 | 0.0 |      | 0.0 | 0.0 |      | 0.0 | 0.3 | 0.3  | 0.0 | 0.7 | 0.0 | 0.7 | 1.0 | 0.0  |
| 17 | Alex Stivrins     | 30   | 5  | 0  | 3.0  | 0.8  | 1.8  | .444 | 0.0 | 0.2 | .000 | 0.0 | 0.0 |      | 0.4 | 0.6 | 1.0  | 0.0 | 0.0 | 0.2 | 0.0 | 0.0 | 1.6  |

### Playoffs
| Rk | Jugador           | Edad | P | PT | MP   | TC   | TCI  | %TC  | T3  | T3I | %T3  | TL  | TLI  | %TL  | RO  | RD  | RT  | AS  | RB  | TAP | BP  | FP  | PTS  |
| -- | ----------------- | ---- | - | -- | ---- | ---- | ---- | ---- | --- | --- | ---- | --- | ---- | ---- | --- | --- | --- | --- | --- | --- | --- | --- | ---- |
| 1  | Dominique Wilkins | 33   | 3 | 3  | 37.7 | 10.7 | 25.0 | .427 | 1.0 | 4.0 | .250 | 7.7 | 10.0 | .767 | 4.0 | 1.3 | 5.3 | 3.0 | 1.0 | 0.3 | 3.3 | 2.7 | 30.0 |
| 2  | Kevin Willis      | 30   | 3 | 3  | 34.3 | 7.0  | 15.0 | .467 | 0.0 | 0.3 | .000 | 2.7 | 4.7  | .571 | 4.3 | 4.3 | 8.7 | 1.0 | 0.7 | 0.0 | 2.3 | 4.3 | 16.7 |
| 3  | Mookie Blaylock   | 25   | 3 | 3  | 33.0 | 3.0  | 8.3  | .360 | 1.3 | 4.0 | .333 | 1.7 | 2.0  | .833 | 0.7 | 3.7 | 4.3 | 4.3 | 1.0 | 1.3 | 3.7 | 3.0 | 9.0  |
| 4  | Stacey Augmon     | 24   | 3 | 3  | 31.0 | 4.7  | 10.3 | .452 | 0.0 | 0.0 |      | 2.7 | 4.0  | .667 | 1.0 | 1.7 | 2.7 | 1.7 | 1.3 | 0.0 | 1.3 | 2.3 | 12.0 |
| 5  | Jon Koncak        | 29   | 3 | 3  | 29.7 | 0.3  | 3.3  | .100 | 0.0 | 0.0 |      | 0.3 | 0.7  | .500 | 2.7 | 5.3 | 8.0 | 1.3 | 1.0 | 1.7 | 0.7 | 3.0 | 1.0  |
| 6  | Travis Mays       | 24   | 1 | 0  | 20.0 | 2.0  | 4.0  | .500 | 0.0 | 1.0 | .000 | 0.0 | 0.0  |      | 0.0 | 1.0 | 1.0 | 0.0 | 0.0 | 0.0 | 1.0 | 3.0 | 4.0  |
| 7  | Duane Ferrell     | 27   | 3 | 0  | 18.0 | 4.7  | 7.7  | .609 | 0.3 | 1.0 | .333 | 1.3 | 1.7  | .800 | 0.3 | 1.3 | 1.7 | 0.3 | 0.0 | 0.0 | 1.3 | 2.0 | 11.0 |
| 8  | Adam Keefe        | 22   | 3 | 0  | 17.7 | 2.3  | 4.3  | .538 | 0.0 | 0.0 |      | 1.3 | 2.0  | .667 | 1.3 | 3.0 | 4.3 | 2.0 | 0.3 | 0.0 | 1.0 | 2.3 | 6.0  |
| 9  | Randy Breuer      | 32   | 1 | 0  | 17.0 | 1.0  | 4.0  | .250 | 0.0 | 0.0 |      | 0.0 | 0.0  |      | 1.0 | 1.0 | 2.0 | 1.0 | 0.0 | 1.0 | 0.0 | 2.0 | 2.0  |
| 10 | Steve Henson      | 24   | 3 | 0  | 15.7 | 1.0  | 3.0  | .333 | 0.7 | 1.7 | .400 | 0.0 | 0.0  |      | 0.3 | 1.0 | 1.3 | 1.7 | 1.3 | 0.0 | 0.7 | 1.3 | 2.7  |
| 11 | Paul Graham       | 25   | 2 | 0  | 13.5 | 1.0  | 4.0  | .250 | 0.0 | 1.0 | .000 | 0.0 | 0.0  |      | 0.5 | 1.0 | 1.5 | 1.0 | 2.0 | 0.0 | 1.0 | 1.0 | 2.0  |
| 12 | Greg Foster       | 24   | 1 | 0  | 5.0  | 1.0  | 3.0  | .333 | 0.0 | 0.0 |      | 3.0 | 4.0  | .750 | 0.0 | 1.0 | 1.0 | 0.0 | 0.0 | 0.0 | 0.0 | 0.0 | 5.0  |

## Galardones y récords
| Jugador/Entrenador | Galardón                              |
| Dominique Wilkins  | 2.º Mejor quinteto de la NBA All-Star |